# Рейнольдс, Джерри
Джерри Оуэн Рейнольдс (англ. Jerry Owen Reynolds, род. 1944) — американский профессиональный баскетбольный тренер, в настоящее время работающий на руководящей должности в НБА.
Рейнольдс работал главным тренером «Сакраменто Кингз» в 1987 году и с 1988 по 1989 год, а также занимал пост генерального менеджера в «Кингз». Позднее он работал генеральным менеджером команды ЖНБА «Сакраменто Монархс».
В 2005 году Рейнольдс написал книгу «Reynolds Remembers Tales from the Sacramento Kings», в которой поделился своим 20-и летним опытом работы в «Кингз».
В сезоне 2012/13 Рейнольдс работал комментатором игр «Кингз».
До прихода в НБА Рейнольдс был довольно успешным тренером студенческих команд. Он входил в тренерский штаб университета Винсента, когда его баскетбольная команда в 1970 году выиграла титул чемпиона NJCAA, а в 1974 год работал в колледже Западной Джорджии, который выиграл чемпионат NAIA первого баскетбольного дивизиона.
В 1975 году Рейнольдс стал главным тренером команды «Рокхёртс Хокс», а в 1984 году стал работать в клубе из Канзас-Сити.
Рейнольдс окончил университет Винсценнс и университет Окленд-Сити, в 1990 году он получил степень почетного доктора в университете Винсценнс. Он проживает в Розвилле (штат Калифорния) вместе со своей женой Доди, на которой он женился в 1968 году.
В 1991 году Рейнольдс был включён в Зал славы университета Западной Джорджии.